# Neolucanus nitidus maekajanensis
Neolucanus nitidus maekajanensis es una subespecie de coleóptero de la familia Lucanidae.

## Distribución geográfica
Habita en Tailandia.